# Cidade Universitária da Universidade Agostinho Neto

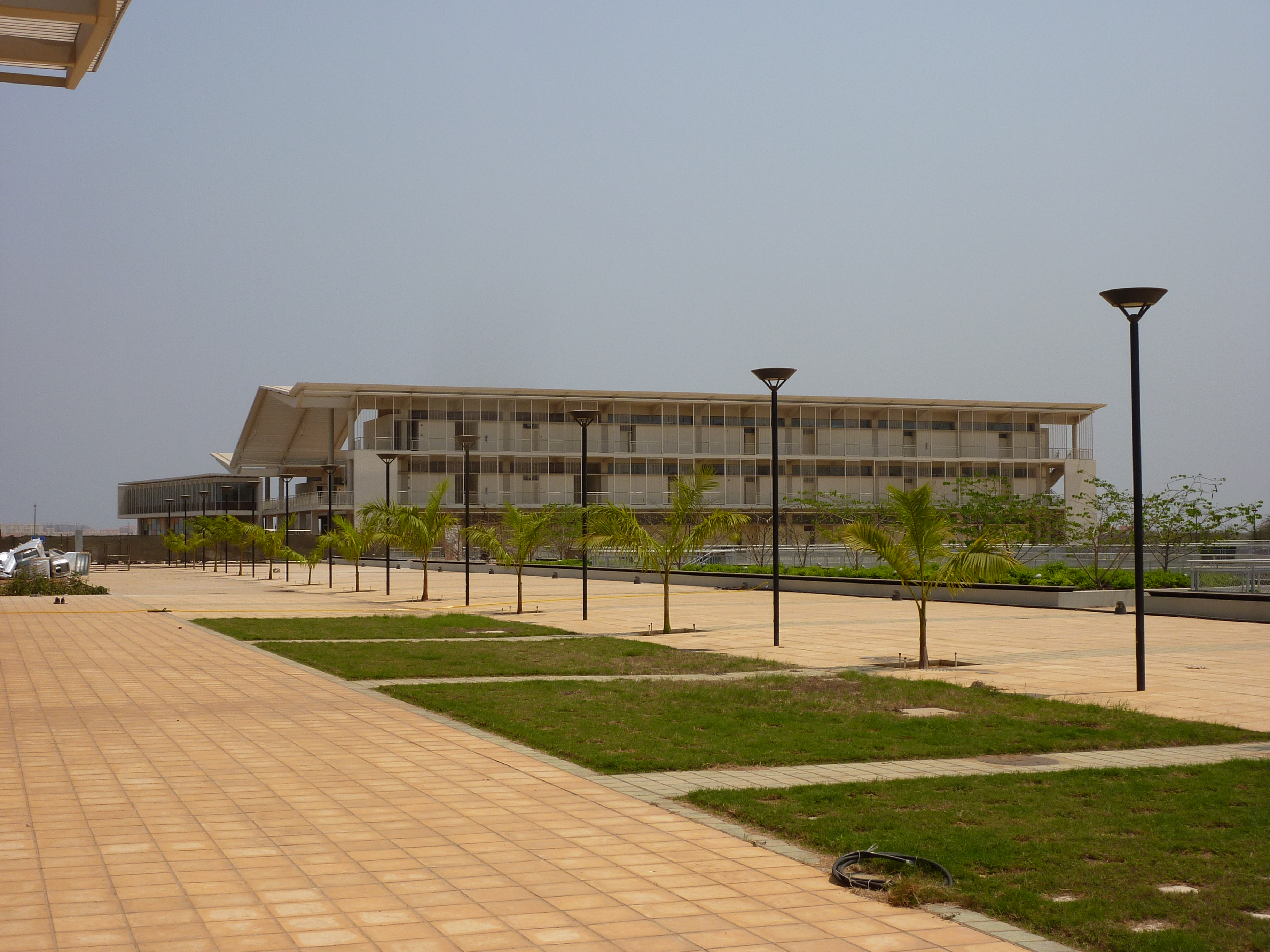
Aspecto da Cidade Universitária em 2011.

A Cidade Universitária da Universidade Agostinho Neto, também conhecida como Cidade Universitária de Camama ou simplesmente Campus da Camama, é o campus sede da Universidade Agostinho Neto (UAN), a maior instituição de ensino superior de Angola.
Localizada no município de Camama, na província de Luanda, nela estão instaladas a maioria das unidades de ensino, pesquisa e extensão da universidade. Encontram-se aí também os órgãos administrativos da UAN.
A arquitectura do campus é de estilo pós-modernista, com formato elíptico, onde os edifícios ficam equidistantes da biblioteca central, dispostos de forma a optimizar a iluminação e ventilação natural. Possui cerca de 20,23 km² de área.
Seus acessos principais se dão pela Via Expressa da Sapu (leste), pela Via Expressa Golfe-Camama (oeste), pela Estrada Talatona-Camama-Viana (norte) e pela Via Expressa Fidel Castro (sul).